# Шахйери
Шахйери (азерб. Şahyeri), до 1992 года — Шагах (азерб. Şaqax) — село в Дерекендском сельском административно-территориальном округе Ходжавендского района Азербайджана.

## Этимология
В начале XIX века в результате поселения здесь армянских семей из территории бывшего Карадагского ханства в Иранском Азербайджане топоним преобразовался в Шагах, что в переводе с персидского означает «место шаха». На самом деле, ойконим состоит из компонентов «шах» (азерб. şah) и «йер» (азерб. yer), означает «высокое место» и появился в связи с географическим положением села.
По словам епископа Макара Бархударянца, бывшее название села — «Шагах» связано с традицией:
— «Святой Шагах бежал от мученической кончины, но, убегая, преступники отсекли его оставшуюся руку, затем на отломанной руке построили часовню. Но из-за того, что остались брызги крови, это место называют „окровавленной ступкой“ (арм. Շաղախ-շաղախուած արիւնով, [Shaghakh-shaghakhuats ar’unov])».-->

## География

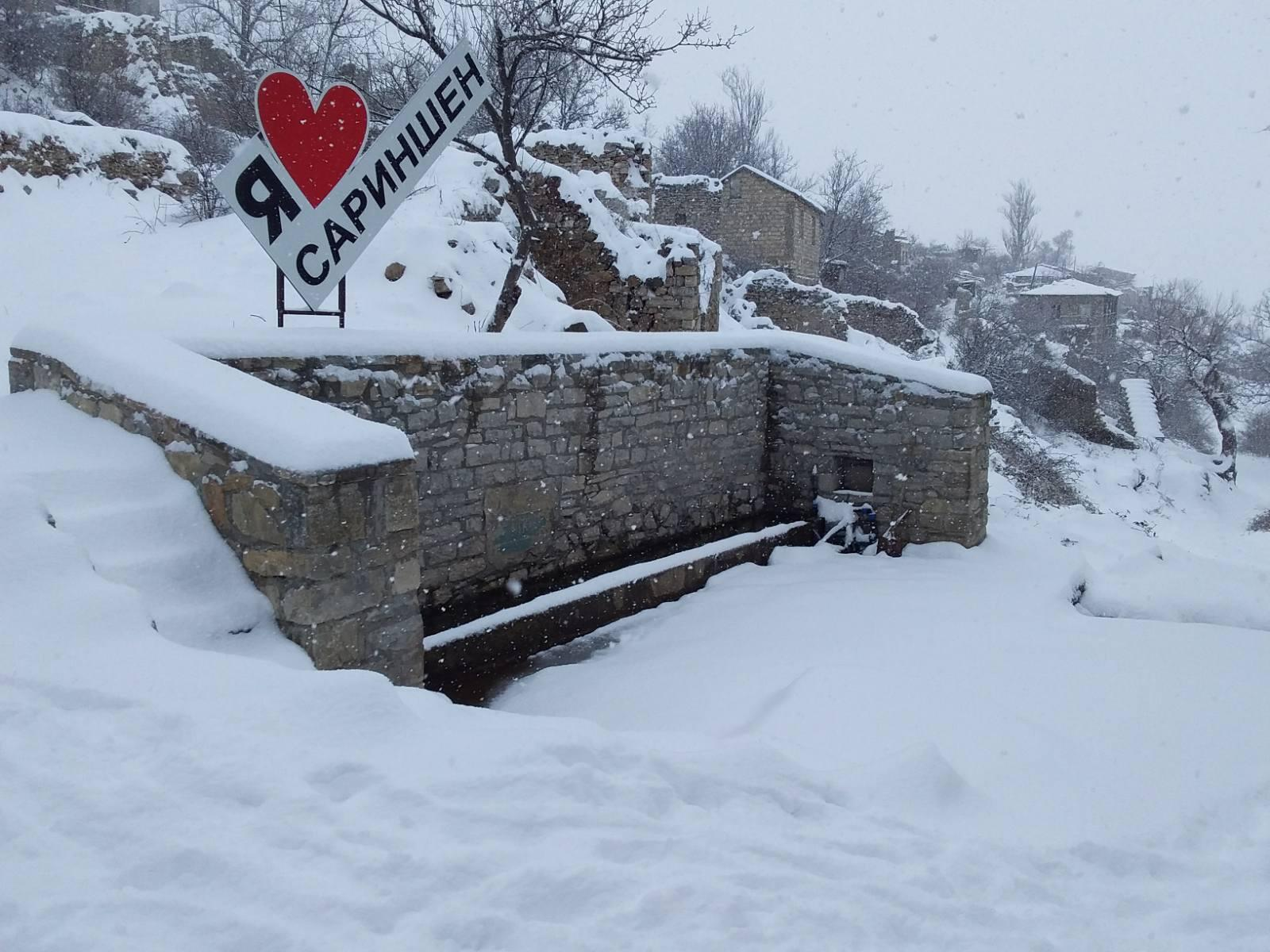
Село Шахйери, февраль 2020 г.

Село Шахйери входит в состав Дерекендского сельского административно-территориального округа Ходжавендского района, при этом в состав этого сельского административно-территориального округа входит также и село Дерекенд, которое является центром этого сельского административно-территориального округа. Село расположено в холмистой части восточного склона гор Зиарат Карабахского хребта, в равнинной части склонов горных отрогов горы Джилан, на северо-западной стороне села Дерекенд, в окрестностях села Дашбашы, в 6 км на юго-запад от посёлка Гадрут.

## История
Епископ Армянской Апостольской церкви Макар Бархударянц пишет о селе Шахйери:
— «Село Шагах — Саришен. Основано на горе села Дашбашы. Жители села — беженцы из Карадага. Земли — царские. Местный урожай такой же (полба, пшеница, лён, пшено), превосходный воздух, климат и вода, долгая жизнь — 115 лет, церковь — Сурб Аствацацин, сооружённая из камней на известковом растворе. Священник приходит из Цамдзора. Домов — 70, мужчин — 275, женщин — 230».
До вхождения в состав Российской империи село входило в состав Дизакского магала Карабахского ханства.
В советский период село называлось Шагах и входило в состав Замзурскорго (ныне Дерекенд) сельсовета Гадрутского района Нагорно-Карабахской автономной области (НКАО) Азербайджанской ССР.
2 сентября 1991 года на совместной сессии Нагорно-Карабахского областного и Шаумяновского районного Советов народных депутатов была принята Декларация о провозглашении Нагорно-Карабахской Республики в границах Нагорно-Карабахской автономной области (НКАО) и сопредельного Шаумяновского района Азербайджанской ССР.
26 ноября 1991 года Верховный Совет Азербайджанский Республики принял Закон "Об упразднении Нагорно-Карабахской автономной области Азербайджанской Республики". В этом Законе помимо упразднения Нагорно-Карабахской Автономной Области (НКАО), было постановлено в том числе также и переименование Мартунинского района в Ходжаведский, упразднение Гадрутского района и присоединение территории Гадрутского района в состав Ходжавендского района. Решением Милли Меджлиса Азербайджанской Республики № 428 от 29 декабря 1992 года село Шагах Ходжавендского района было названо Шахйери, а село Замзур Ходжавендского района было названо Дерекенд. В настоящее время это село Шахйери и входит в состав Дерекендского сельского административно-территориального округа Ходжавендского района Азербайджана.
В результате Карабахского конфликта село 16-24 ноября 1991 года было занято армянскими вооружёнными формированиями и попало под контроль непризнанной Нагорно-Карабахской Республики (НКР). В 1995 году властями непризнанной НКР село было переименовано в Сариншен. Таким образом, согласно административно-территориальному делению непризнанной республики, контролировавшей село с ноября 1991 года до 9 ноября 2020 года, село называлось Сариншен и входило в состав Гадрутского района НКР.
9 ноября 2020 года, во время Второй Карабахской войны, Азербайджан восстановил контроль над селом Шахйери.

## Памятники истории и культуры
Всего в селе Шахйери и его окрестностях находятся 3 церкви и 2 часовни: церковь Шагах (1822 год), церковь «Сурб Аствацацин» (1868 год), церковь «Хин Шагах» (1715 год), часовня «Ханди Таш» или «Шагах» (1635 год), часовня «Дом паломников» (1875 год). Хачкар 17 в., родник «Верин» (арм. Վերին) XIX в., усыпальница XVII—XIX вв., кладбище XIX—XX веков, крепость «Сари» XVII в.
В селе функционировали начальная школа, клуб, библиотека, мед. пункт.

### Церковь «Сурб Аствацацин»
Церковь Сурб Аствацацин находится на возвышенной северной окраине села Шахйери. Согласно надписи на камне с крестовым орнаментом, установленном между северной ризницей и апсидой, церковь Сурб Аствацацин была построена в 1867/8-м году. Однако хачкары и их резные изображения, которые датируются XVI-XVII-ми веками, свидетельствуют о том, что церковь была построена на месте более древнего святилища.
На северной стене, в нише рядом со входом, расположена крестильная купель. По обе стороны её ниши встроено три маленьких хачкара, относящиеся к XVII веку, барельефы солеи изображают «Справедливый суд с тремя патриархами», Архангела Гавриила с мечом и появление светящегося Креста.
Единственный вход — с южной стороны, в советский период был закрыт, церковь была приспособлена под использование в качестве клуба-библиотеки.
В 2016—2017-е годы были произведены некоторые работы по укреплению. В 2020-м году в период военных действий памятник не пострадал.

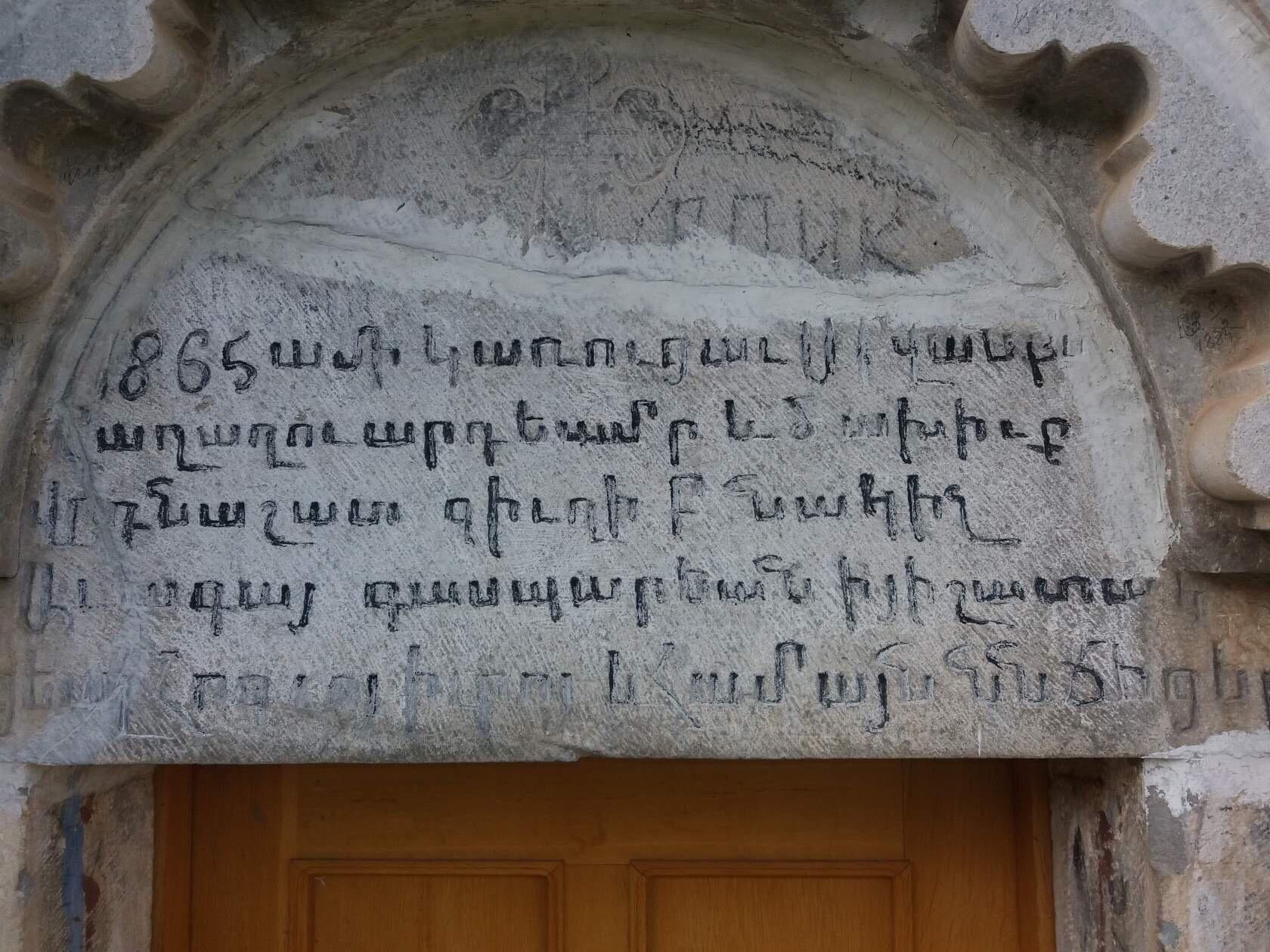
Надпись на арм. на церкви, с. Шахйери, сентябрь 2019 г.
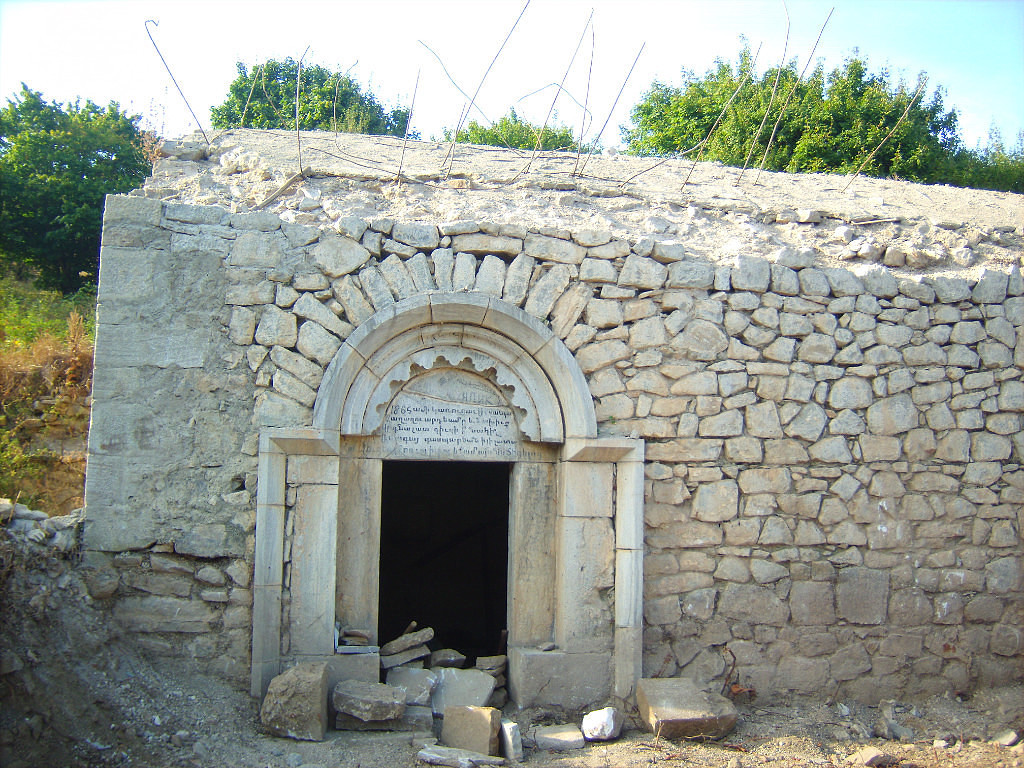
Вход в церковь, с. Шахйери, ноябрь 2017 г.
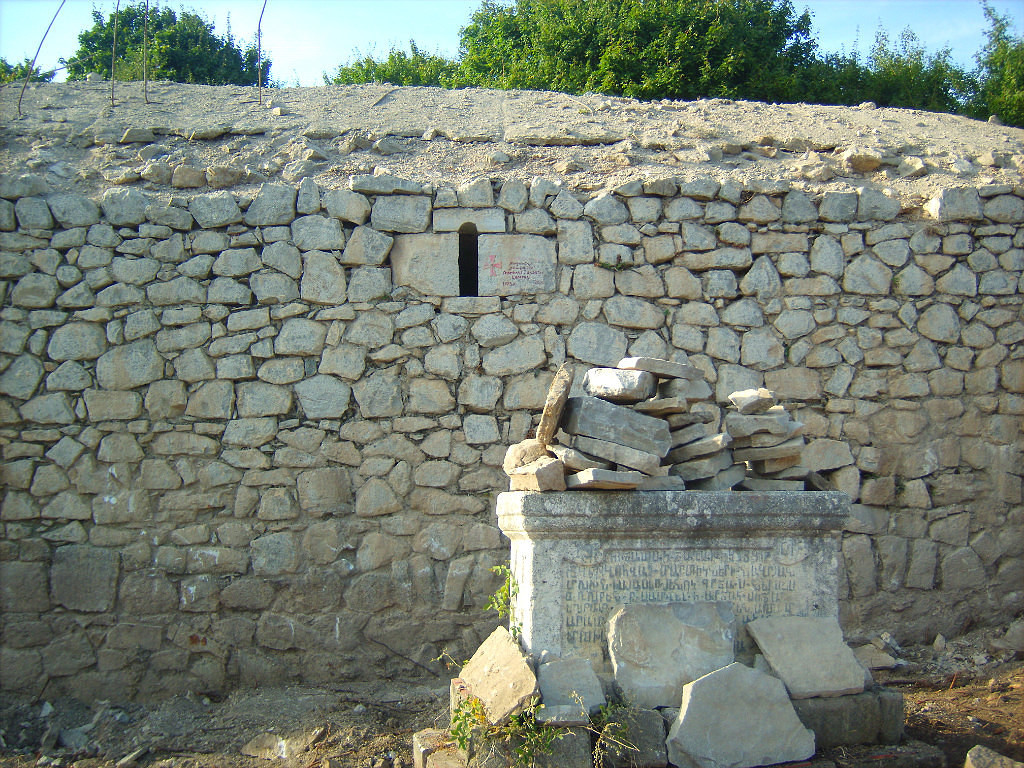
Надгробие около церкви, с. Шахйери, ноябрь 2017 г.

## Население
По состоянию на 1 января 1933 года в селе проживало 612 человек (113 хозяйство), все — армяне.
Армяне села Шахйери говорили на особом говоре карабахского диалекта армянского языка.
В 1989 году население села в основном было армянское. По переписи 2005 года количество жителей села достигло 28 человек, имелось 6 хозяйств.
| Год       | 2005 | 2008 | 2009 | 2010 | 2015 |  |
| Население | 28   | 39   | 32   | 14   | 15   |  |
| --------- | ---- | ---- | ---- | ---- | ---- |  |